# Brahim Moumou
Brahim Moumou (6 maggio 2001) è un calciatore tedesco, attaccante del Monaco 1860 II.

## Carriera
Cresciuto calcisticamente nel settore giovanile del FT Gern, nel 2016 approda al Monaco 1860, con cui compie la trafila nelle giovanili. Nel 2020 viene acquistato dal Šamorín, società satellite del DAC Dunajská Streda, militante nella seconda divisione slovacca. Nel gennaio 2021, viene promosso in prima squadra e il 4 aprile successivo ha debuttato in Superliga, giocando l'incontro pareggiato per 3-3 contro lo Žilina.

## Statistiche

### Presenze e reti nei club
Statistiche aggiornate al 21 luglio 2022.
| Stagione        | Squadra             | Campionato      | Campionato | Campionato | Coppe nazionali | Coppe nazionali | Coppe nazionali | Coppe continentali | Coppe continentali | Coppe continentali | Altre coppe | Altre coppe | Altre coppe | Totale | Totale |
| Stagione        | Squadra             | Comp            | Pres       | Reti       | Comp            | Pres            | Reti            | Comp               | Pres               | Reti               | Comp        | Pres        | Reti        | Pres   | Reti   |
| --------------- | ------------------- | --------------- | ---------- | ---------- | --------------- | --------------- | --------------- | ------------------ | ------------------ | ------------------ | ----------- | ----------- | ----------- | ------ | ------ |
| 2020-feb. 2021  | Šamorín             | 1L              | 7          | 2          | CS              | 0               | 0               |                    | -                  | -                  |             | -           | -           | 7      | 2      |
| gen.-giu. 2021  | DAC Dunajská Streda | SL              | 0+6        | 0          | CS              | 2               | 0               | UEL                | -                  | -                  |             | -           | -           | 8      | 0      |
| 2021-2022       | DAC Dunajská Streda | SL              | 9+11       | 1+2        | CS              | 0               | 0               | UECL               | 2                  | 0                  |             | -           | -           | 22     | 3      |
| 2022-2023       | DAC Dunajská Streda | SL              | 1          | 0          | CS              | 0               | 0               | UECL               | 2                  | 0                  |             | -           | -           | 3      | 0      |
| Totale carriera | Totale carriera     | Totale carriera | 34         | 5          |                 | 2               | 0               |                    | 4                  | 0                  |             | -           | -           | 40     | 5      |